# ヌテテス
ヌテテス（学名：Nuthetes）は、ドロマエオサウルス科に属するとされる獣脚類の恐竜の属に与えられた疑問名。イングランドのラルワース累層の Cherty Freshwater Member の中部ベリアシアン階の岩から顎と歯のみの断片化石が発見された。他の多くのドロマエオサウルス科恐竜と同様に小型の捕食動物であった。

## 発見と命名
ホロタイプ標本 DORCM G 913 は、スウォンジーに暮らすアマチュア古生物学者チャールズ・ウィルコックスがラルワース累層の Cherty Freshwater Member の海成層からダールストン湾近くの Feather Quarry で採集した。地質時代は中期ベリアシアン期にあたる。9本の歯と歯骨断片からなる長さ約7.6センチメートルのホロタイプ標本は一度紛失されたと思われていたが、ドーセット州博物館で再発見された。後にはより小型の個体の歯骨断片標本 BMNH 48207 と他の歯も本種に割り当てられた。リチャード・オーウェンは1878年に化石化した鱗甲に "granicones" という種小名を名づけてヌテテス属に分類したが、これらは2002年におそらくヘロケリドラ属の H. anglica または H. bakewelli の四肢あるいは尾の皮骨板であることが示された。2006年にはフランスのシャラント県で産出した歯 CHEm03.537 もヌテテス属の未定種に割り当てられた。ヌテテス属のものとされている大型の標本のいくつかは実際にはドロマエオサウロイデスのものである可能性がある。
ヌテテス属には1854年にリチャード・オーウェンにより記載・命名されたタイプ種 ヌテテス・デストラクトル（Nuthetes destructor）のみが含まれる。属名はギリシア語のコイネーの nouthetes（「注意する者」「監視者」を意味するνουθέτητης (nouthetetes)の略語）に由来し、歯が現生のオオトカゲ科（Monitor Lizard）と歯が類似することを反映している。種小名はラテン語で「破壊者」を意味し、歯が現生のベンガルトカゲと同等の大きさでかつ獲物を切り裂くことに適していることによる。

## 分類

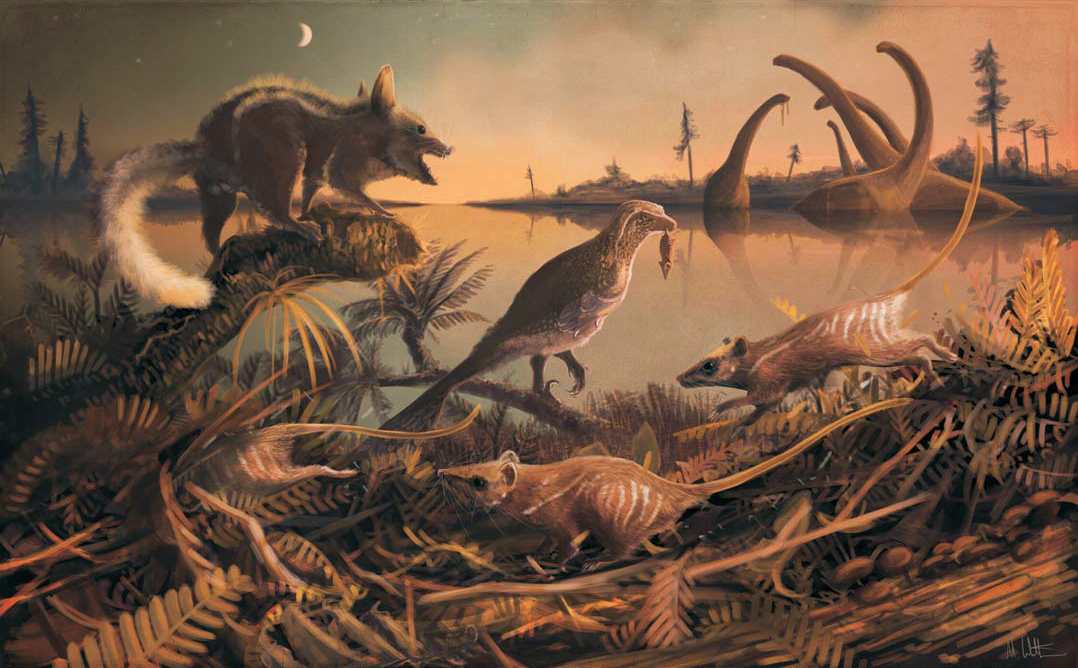
ダルストテリウムを捕獲するドロマエオサウルス科恐竜として描かれたヌテテス（中央）の復元図

ヌテテスは元々オーウェンによりオオトカゲ科のトカゲに分類されていたが、後に彼によりワニに再分類された。1888年にリチャード・ライデッカーが本属を恐竜と解釈し、1934年にウィリアム・エルギン・スウィントンがメガロサウルス科の属と考えた。1970年にロドニー・スティールは本種をメガロサウルス・デストラクトルに改名したが、2002年に古生物学者アンジェラ・ミルナーが標本を再調査してドロマエオサウルス科の亜成体の可能性が最も高いとした。スティーヴ・スイートマンは保存状態の良好な5個の歯化石の標本を調べてヌテテス・デストラクトルに分類し、本種をヴェロキラプトル亜科に分類した。この位置付けが正しければ、ヌテテスはイギリスで発見・記載された最初のドロマエオサウルス科恐竜で、かつ同分類群における史上最古の属の一つである。なお、Rauhut, Milner and Moore-Fay (2010) では基盤的ティラノサウルス上科の恐竜であるプロケラトサウルスの歯がヴェロキラプトル亜科の歯と類似していることが指摘された。同論文では2002年のミルナーと2004年のスイートマンの論文を引用しつつ、上部ジュラ系 - 下部白亜系の孤立した歯をドロマエオサウルス科に分類する場合はプロケラトサウルス科に属する可能性もあるとして注意を促している。